# Ibrahim Camejo
Ibrahim Camejo (ur. 28 czerwca 1982) – kubański lekkoatleta, specjalista skoku w dal, brązowy medalista olimpijski 2008 z Pekinu.
Największy jak dotąd sukces odniósł w igrzyskach olimpijskich w Pekinie. 18 sierpnia 2008 w konkursie skoku w dal został brązowym medalistą olimpijskim, skacząc na odległość 8,20 m.

## Sukcesy
| Rok  | Zawody               | Miasto | Miejsce | Konkurencja | Wynik  |
| ---- | -------------------- | ------ | ------- | ----------- | ------ |
| 2008 | Igrzyska olimpijskie | Pekin  | 3.      | Skok w dal  | 8,20 m |

## Rekordy życiowe
Stadion
- Skok w dal – 8,46 m (2008)

Hala
- Skok w dal – 8,05 m (2009)